# Synagelides wyszynskii
Synagelides wyszynskii är en spindelart som beskrevs av Andrzej Bohdanowicz 1987. Synagelides wyszynskii ingår i släktet Synagelides och familjen hoppspindlar. Inga underarter finns listade i Catalogue of Life.